# أولا أفولابي
أولا أفولابي (بالإنجليزية: Ola Afolabi)‏ مواليد 15 مارس 1980 في لندن، هو ملاكم محترف بريطاني يصنف ضمن فئة وزن خفيف الثقيل بدأ مسيرته الاحترافية سنة 2002.

## المسيرة الاحترافية
من نزالاته:
- خسر أمام ماركو هوك (27-02-2016).
- انتصر على راخيم تشاخكيييف بالضربة القاضية (04-11-2015).
- خسر أمام ماركو هوك (08-06-2013).
- تعادل مع ماركو هوك (05-05-2012).
- انتصر على فاليري برودوف (03-03-2012).
- خسر أمام ماركو هوك (05-12-2009).
- انتصر على إنزو ماكارينيلي بالضربة القاضية (14-03-2009).
- انتصر على أورلين نوريس بالضربة الفنية القاضية (03-11-2005).
- خسر أمام ألان غرين (08-03-2003).

## إحصائيات
خاض خلال مسيرته 31 نزالا، فاز في 22 وتعادل في 4 وخسر في 5. فاز بالضربة القاضية في 11 نزالا.

## روابط خارجية
- أولا أفولابي على موقع بوكس ريك (الإنجليزية) (registration required)